# 이우연 (경제학자)
이우연(李宇衍, 1966년~)은 대한민국의 경제학자이자, 낙성대경제연구소의 위원이며 이영훈 편저 《반일 종족주의》의 공저이다.

## 저작
- 한국의 산림 소유 제도와 정책의 역사 1600-1987' 이치시오카쿠, 2010년.

(2015)
- 「「강제동원」의 신화」「반일 종족주의」문예춘추 , 2019년. ISBN 978-4-16-391158-8.
- 「과연 「강제노동」「노예노동」이었는가?」 *「반일종족주의」문예춘추, 2019년. ISBN 978-4-16-391158-8
- ‘조선인의 임금차별의 허구성’ ‘반일 종족주의’ 문예춘추, 2019년. ISBN 978-4-16-391158-8.

## 참고 자료
- 松木國俊 (2019년 10월). “韓国の良識・李宇衍インタビュー”. 《Will》 (ワック) (178): 262–268.
- 李栄薫（編著） (2019년 11월). 《反日種族主義》. 文藝春秋. ISBN 978-4-16-391158-8. 
  - 李宇衍 (2019). 〈「強制動員」の神話〉. 《反日種族主義》. 文藝春秋. ISBN 978-4-16-391158-8.
  - 李宇衍 (2019). 〈果たして「強制労働」「奴隷労働」だったのか?〉. 《反日種族主義》. 文藝春秋. ISBN 978-4-16-391158-8.
  - 李宇衍 (2019). 〈朝鮮人の賃金差別の虚構性〉. 《反日種族主義》. 文藝春秋. ISBN 978-4-16-391158-8.